# Aulandra
Aulandra es un género con tres especies de plantas de la familia Sapotaceae. Hasta septiembre de 2013 se reconocen 3 especies:

## Especies
- Aulandra beccarii
- Aulandra cauliflora
- Aulandra longifolia